# Gyrtona proximalis
Gyrtona proximalis là một loài bướm đêm trong họ Noctuidae.